# Санктпетербуршка митрополија
Санктпетербуршка митрополија (рус. Санкт-Петербургская митрополия) митрополија је Руске православне цркве.
Образована је одлуком Светог синода од 12. марта 2013, а налази се у оквиру граница Санкт Петербурга и Лењинградске области. У њеном саставу се налазе четири епархије: Санктпетербуршка, Виборшка, Гатчинска и Тихвинска.